# Ga Gupabal
Ga Gupabal là ga trên Tàu điện ngầm vùng thủ đô Seoul tuyến 3. Một vài tàu tuyến 3 chỉ có dịch vụ trên tuyến ga này, mặc dù nó không kết thúc ở cuối Tuyến 3 (Jichuk mới thực sự kết thúc).

## Bố trí ga
| Jichuk ↑     |
| S/B N/B \|   |
| ↓ Yeonsinnae |

| Hướng Bắc | ●Tuyến 3 | →Kết thúc tại ga này / ← Hướng đi Daehwa |
| Hướng Nam | ●Tuyến 3 | →Hướng đi Ogeum →                        |